# Sjökullarna

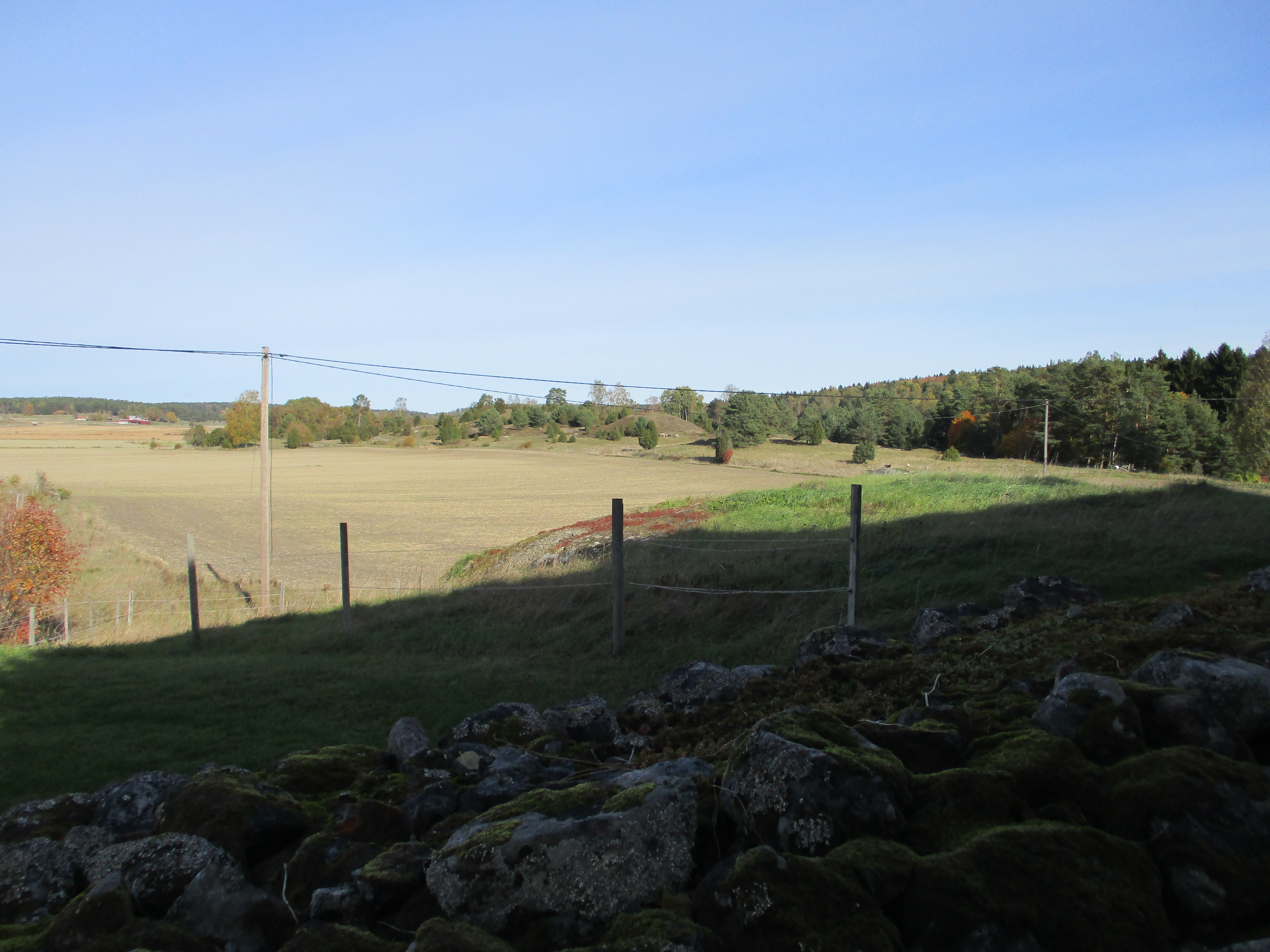
De två kungshögarna sedda från kyrkan, och bortom dem gården Benhammar.

Sjökullarna är ett gravfält som ligger strax norr om Vada kyrka i Vada socken i Vallentuna kommun i Uppland. Gravfältet är 315 gånger 110 meter stort och omfattar 114 fornlämningar, däribland 10 gravhögar, knappt 100 runda och fyrkantiga stensättningar, 3 treuddar och en terrasskant. Fornlämningarna har daterats till järnåldern och är förmodligen från vendeltiden (550-800 efter Kristus).
Det är de tre mäktiga storhögarna som gett gravfältet sitt namn. De två största är kungshögar, 30 meter i diameter, drygt 4 meter höga och är de största i sitt slag i Vallentuna kommun jämte Kööhögen i Orkesta socken. En tredje hög är 20 meter i diameter och 3 meter hög. Den största treudden mäter 22 meter i sidan. Terrasskanten är 18 meter lång, något bågformad och övertorvad med enstaka stenar i ytan. 
Gravfältet har varit begravningsplats för befolkningen på Vada gård. Sjökullarna är den största ansamlingen av storhögar i Vallentunabygden. Detta, liksom det strategiska läget vid Långhundraleden som var en viktig farled mellan Uppsala och Östersjön, tyder på att Vada gård varit ett betydande maktcentrum i Attundaland under yngre järnålder.
Mellan åren 1901 och 1923 låg det en skjutbana på gravfältet och de stora gravhögarna användes som kulfång. Sjökullarna är gammal betesmark som troligen endast under kortare perioder har varit igenväxt. Det gör att det fortfarande finns en fin torrängsflora kvar på gravfältet.